# Державна бібліотека Ліхтенштейну
Державна бібліотека Ліхтенштейну (нім. Liechtensteinische Landesbibliothek) — національна бібліотека Ліхтенштейну, розташована у місті Вадуц. Бібліотеку засновано 1961 року. 

## Короткий опис
Бібліотеку засновано 1961 року згідно із законом, опублікованим в урядовому виданні Landesgesetzblatt (Nr. 25 за 14 листопада 1961).
Керівні органи бібліотеки — рада фундації, бібліотечна комісія та провідний бібліотекар. Бібліотека виконує функцію національної (книгозбірня обов'язкового примірника видань Ліхтенштейну), патентної та публічної бібліотеки держави.
Фонди бібліотеки становлять 250 000 одиниць зберігання. З 2003 року тут зберігаються також фонди університетської бібліотеки Вищої школи Ліхтенштейну.
Бібліотека розташована за адресою: Vaduz, Gerberweg 5.